# Creu de mossèn Baltasar Pinya
La creu de mossèn Baltasar Pinya o creu del camí de Conies és una creu de terme de la ciutat de Manacor. S'ubica a la carretera de Son Serra Ma-3322 (antic camí de Conies), devora del creuer amb la carretera d'Artà Ma-15 i al costat del quarter de la Guàrdia Civil.

## Història
Al contrari que les altres creus de terme de Manacor, la creu de mossèn Baltasar Pinya té un origen contemporani. Fou aixecada l'any 1956 per iniciativa del mossèn per a commemorar que feia 25 anys que deia missa als oratoris de Son Sureda i ses Cabanasses, com indica la inscripció que hi ha al pedestal, i finançada pels veïns d'aquella contrada.
El desembre de 2021 va caure un tros de la creu per mor d'una ventada. Just abans de la festa de Nadal, agents de la Policia Local trobaren les restes enterrades i de tot d'una avisaren a la responsable del Museu d'Història de Manacor, Magdalena Salas, per informar del que havia passat i perquè es fessin càrrec de les restes, que ja son custodiades a la Torre dels Enagistes a l'espera de restauració per poder recol·locar-la novament quan sigui possible.

## Tipologia i elements
La creu de mossèn Baltasar Pinya té una base de secció quadrada amb un pedestal de quatre costats. Al de davant s'hi troba l'escut de Manacor i al del costat oposat l'escut d'armes del llinatge de mossèn Pinya (un pi i dos lleons rampants, un a cada costat del tronc) i les dates 1931-1956. Als altres dos costats apareix la següent inscripció:
''El prev. Baltasar Pinya en memoria dels 25 anys de celebrar la Missa a Son Sureda y a ses Cabanasses..."
''Aixeca aquesta hermosa creu amb llimosnes de tots els confrontants en aquest camí.''
Té un capitell o tambor pseudojònic i una creu llatina de braços rectes amb terminacions trevolades i decoració de llamps sortint d'entre els braços. Al seu envers, Crist crucificat.

## Galeria

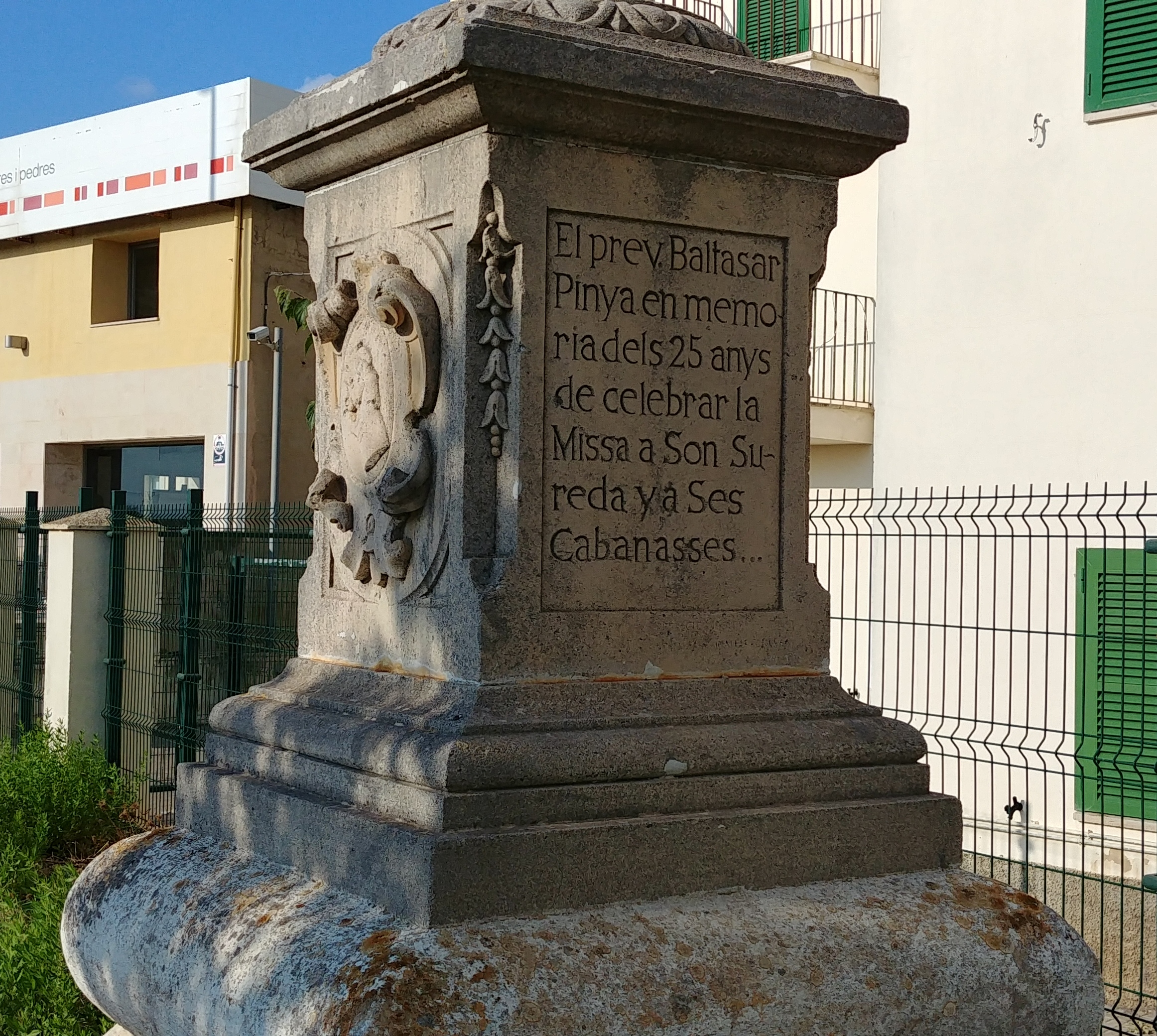
Primera part de la inscripció de la creu de mossèn Baltasar Pinya
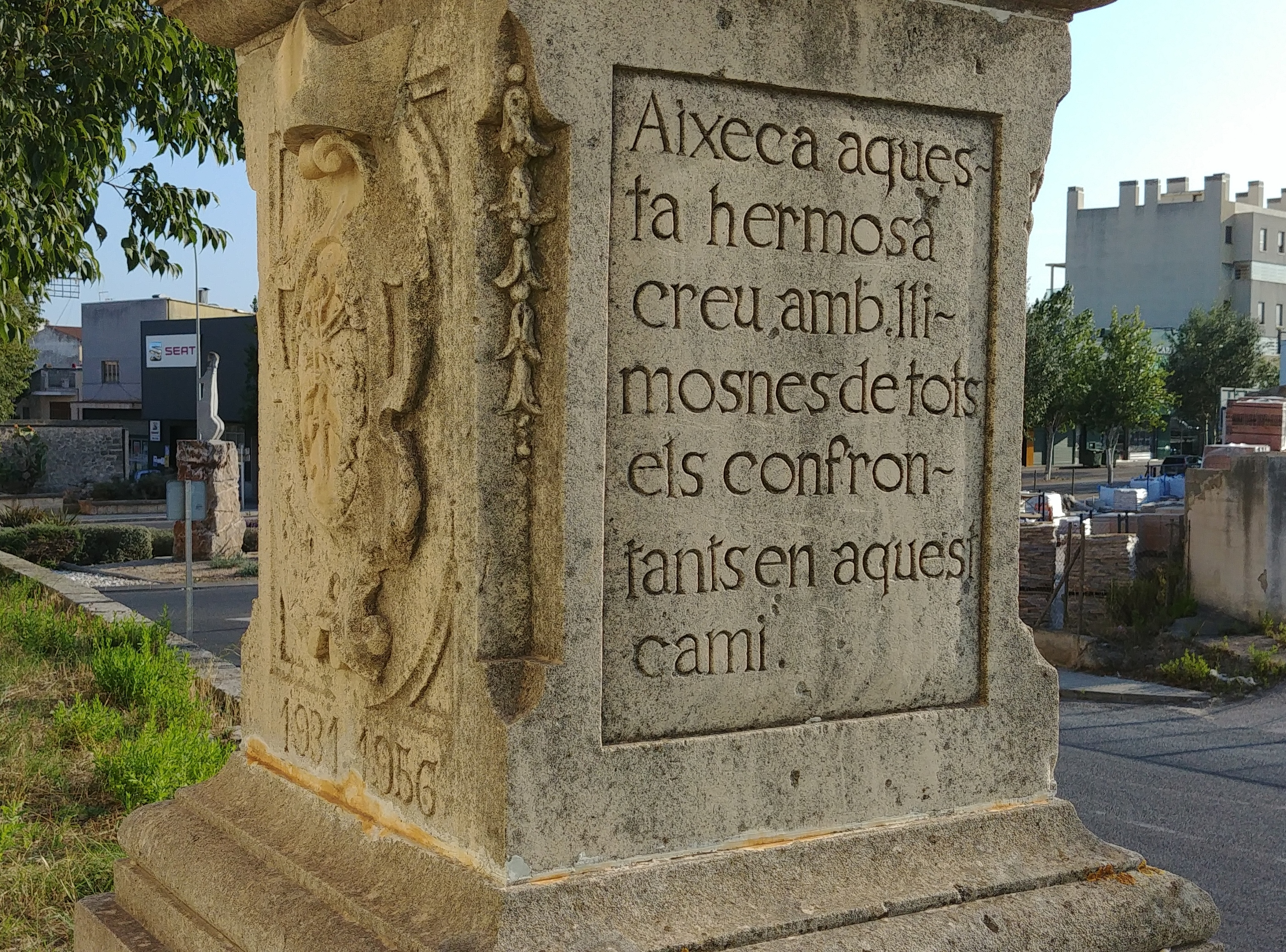
Segona part de la inscripció de la creu de mossèn Baltasar Pinya
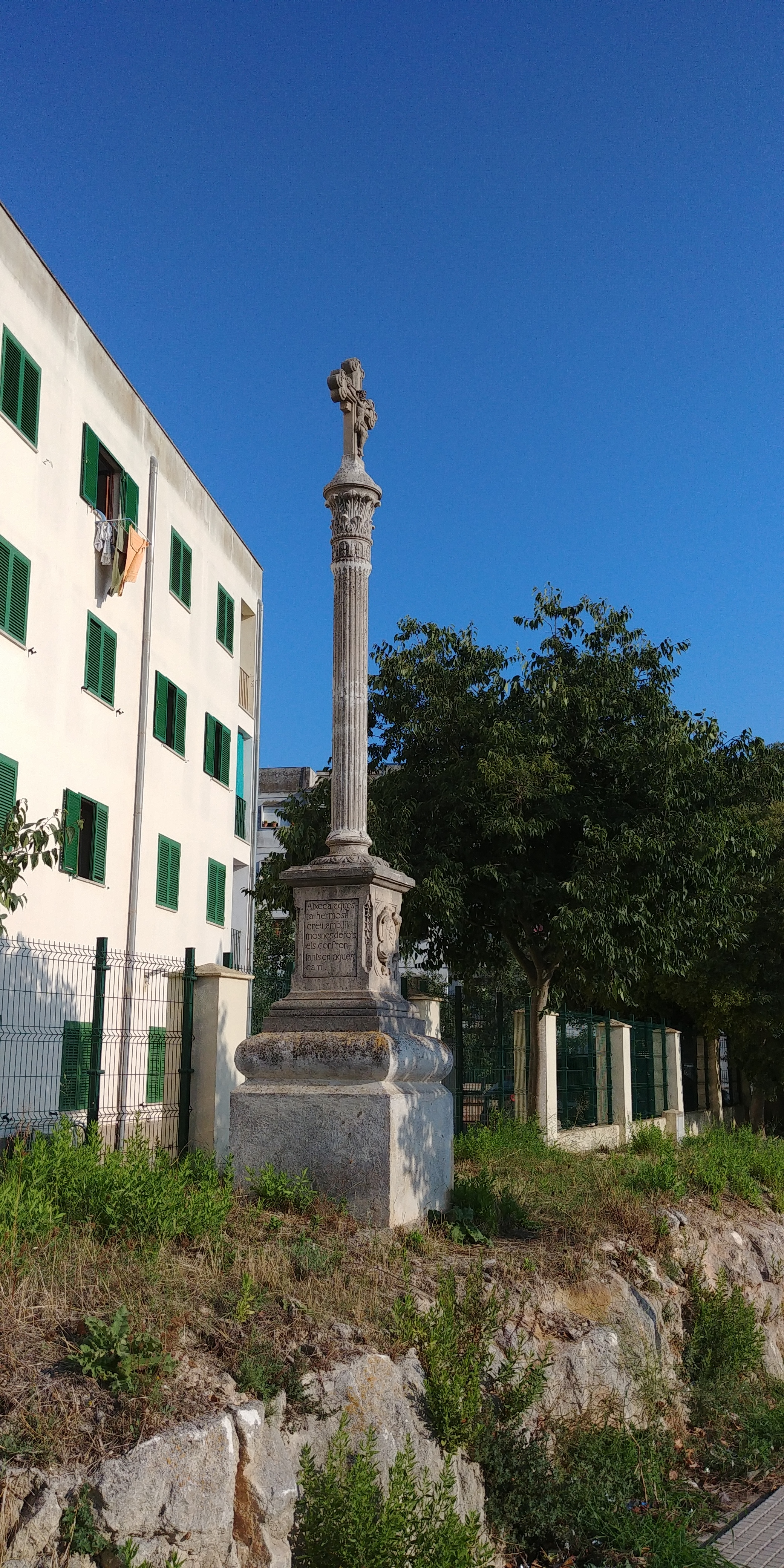
Creu de terme de Mossèn Baltasar Pinya